# バラストキー
バラストキー（Ballast Key）は、アメリカ合衆国フロリダ州モンロー郡のフロリダキーズにある島である。アメリカ合衆国本土に属する陸地では最南端に位置する。キーウェスト国立野生生物保護区の境界内にある最後の個人所有の土地だった。
フロリダキーズの離島に位置し、キーウェストの西14キロメートルにあるミュールキーズの一つである。この島の土地のうち26エーカー (11 ha)は、長らくキーウェストの開発業者であるデヴィッド・ウォルコウスキーが保有し、ネイチャー・コンサーバンシーに寄贈された後、土地の所有権は合衆国魚類野生生物局に譲渡された。資源の管理はネイチャー・コンサーバンシーが継続して行っている。
映画『007/消されたライセンス』の中で、ティモシー・ダルトン演じるジェームズ・ボンドが「デヴィッド、ジェームズだ、ジェームズ・ボンドだ……君の島に侵入してしまった。気にしないでほしい」と、この島とデヴィッド・ウォルコウスキーについて言及している。2015年の映画『セルフレス/覚醒した記憶』のラストシーンでも使用されている。
ウォルコウスキーは長年に渡り、この島に多数の芸術家、作家、著名人などを招いてきた。テネシー・ウィリアムズは1970年代後半から1980年代前半にかけてこの島をたびたび訪れ、絵を描いていた。
バラストキーには、4つの客室と主人の部屋を備えたメインハウスと、3つの客室を備えたゲストハウスがあり、ヤシの木が並ぶ砂浜を見渡すことができる。水の供給は、海水淡水化によって行われている。